# タブサンピング
「タブサンピング」（英:Tubthumping）は、イギリスのアナーキーパンクバンドのチャンバワンバが1997年8月11日に発表した楽曲である。この曲が収録されたシングルは、全英シングルチャートで最高2位を記録し、アメリカのBillboard Hot 100で最高6位を記録した。また、イタリアとアメリカ・ビルボードのモダンロック・トラック・チャートでは1位を記録。フジテレビ系列で深夜に放送されていた音楽番組『BEAT UK』のUKシングルチャートでNo.1を獲得。

## 解説
「タブサンピング」が収録されているアルバム『タブサンパー』(Tubthumper) のライナーノーツには、1968年のパリの5月革命による落書き、環境保護団体によるマクドナルドとの訴訟問題、イギリスの短編小説「長距離走者の孤独」が引き合いに出されている。「タブサンピング」はローリング・ストーンの最も煩わしい曲20 (20 Most Annoying Songs) で12位を記録している。イギリスでは、"Tubthumper" とは政治家をあらわす。アメリカで、"Tubthumping" とは遊説するという意味と同等である。
バンドは、様々な出来事にあわせて、歌詞を変えて演奏していた。例えば1998年のブリット・アワードでは、リバプールの労働者ストライキに拒絶する労働党を非難した歌詞で演奏した。
アルバム・バージョンは、1996年の映画『ブラス!』でのピート・ポスルスウェイトによるセリフのサンプルから始まる。
バンドによると、ワールドカップの宣伝でこの曲を使用するため、ナイキから150万ドルの申し込みを受けたが、30秒考えたがノーと返事した。しかし、ビデオゲーム会社のエレクトニック・アーツに、ゲーム「ワールドカップ98」、また、2012年4月からNTT西日本の企業CMに使用され、2012年10月からは『情報プレゼンター とくダネ!』（フジテレビ系）のオープニングテーマで使用できるよう、ライセンスを与えている。
この曲は、コナミの音楽ゲームでもあるダンスダンスレボリューションの(2nd MIX LINK VERSION)で使用され、リバイバル・ヒット。後にサウンド・トラックに収録され、人気を博している。

## チャート
| チャート (1997年)                          | 順位 |
| ------------------------------------------ | ---- |
| 全英シングルチャート                       | 2    |
| U.S. Billboard Hot 100                     | 6    |
| U.S. Alternative Songs\|Modern Rock Tracks | 1    |
| Canadian RPM Rock/Alternative Chart        | 1    |

| 年間チャート (1997年)  | 順位 |
| ---------------------- | ---- |
| U.S. Billboard Hot 100 | 69   |
| 年間チャート (1998年)  | 順位 |
| U.S. Billboard Hot 100 | 35   |